# Малыш Джо
«Малыш Джо» (англ. Little Joe) — драматический фильм режиссера Джессики Хаузнер. Фильм-участник основного конкурса Каннского кинофестиваля 2019 года. В Каннах Эмили Бичем получила приз за лучшую женскую роль.

## Сюжет
Элис Вудард (Эмили Бичем), мать-одиночка, является преданным своему делу старшим селекционером в корпорации, занимающейся выведением новых видов. Вопреки политике компании, она берет одно из растений домой, в качестве подарка своему сыну-подростку, и называет его «Малыш Джо» в честь сына, но вскоре начинает испытывать необъяснимый страх перед растением.

## В ролях
- Эмили Бичем — Элис Вудард
- Бен Уишоу — Крис
- Керри Фокс — Белла
- Кит Коннор — Джо Вудард
- Дэвид Уилмот — Карл
- Линдси Дункан — психотерапевт

## Релиз
Мировая премьера фильма «Малыш Джо» состоялась на Каннском кинофестивале 17 мая 2019 года.

## Прием критиков
На сайте Rotten Tomatoes фильм имеет рейтинг 68 % на основе 113 рецензий со средней оценкой 6,46/10. На Metacritic фильм имеет средневзвешенную оценку 60 из 100 на основе 25 обзоров, что указывает на «смешанные или средние отзывы».